# روی مودستو
روی مودستو (انگلیسی: Rui Modesto؛ زادهٔ ۷ اکتبر ۱۹۹۹) بازیکن فوتبال اهل پرتغال است که در حال حاضر برای باشگاه فوتبال اودینزه بازی می‌کند. 
وی همچنین در تیم ملی فوتبال آنگولا بازی کرده است.